# John Savage
John Savage (nome de batismo: John Youngs) (Old Bethpage, 25 de agosto de 1950) é um ator, produtor e compositor norte-americano.
Seu primeiro papel relevante no cinema foi no filme The Deer Hunter, com Robert De Niro e Meryl Streep, de 1978, a história de um grupo de metalúrgicos americanos descendentes de russos que vai para a Guerra do Vietnã. No ano seguinte, ele teria outro papel de destaque, Claude Bukowski, no filme Hair, de Milos Forman. Em 1984, protagonizou Os Amantes de Maria, com  Nastassja Kinski e Salvador, com James Woods, em 1986. Seguiram-se pequenas participações em Faça a Coisa Certa, de Spike Lee (1989) e O Poderoso Chefão 3, com Al Pacino (1990).
Após estes sucessos dos anos 80, Savage não teve maiores participações em grandes produções de Hollywood, limitando-se a filmes menores, voltando apenas a participar de um grande filme em 1998, quando teve um pequeno papel no épico de guerra de Terrence Malick, Além da Linha Vermelha.
Sua carreira, além de filmes menores, nos últimos anos voltou-se mais para a televisão, participando de séries como Fringe, Everwood, Star Trek: Voyager e Law & Order: Special Victims Unit, e para o teatro, onde atuou em peças da Broadway.